# Cephaloleia approximata
Cephaloleia approximata es un coleóptero de la familia Chrysomelidae.
Fue descrita científicamente en 1869 por Baly.